# Brateșu Vechi
Brateșu Vechi – wieś w Rumunii, w okręgu Braiła, w gminie Surdila-Greci. W 2011 roku liczyła 129 mieszkańców.